# IC 5326
IC 5326 — галактика типу Sbc (компактна витягнута спіральна галактика) у сузір'ї Скульптор.
Цей об'єкт міститься в оригінальній редакції індексного каталогу.